# Dean McLaughlin
Dean Benjamin McLaughlin, Jr. (Ann Arbor, Michigan, 1931. július 22.) amerikai tudományos-fantasztikus szerző.

## Élete
Dean Benjamin McLaughlin csillagász és Laura McLaughlin gyermeke volt. Tanulmányait a Michigani Egyetemen végezte, ahol 1953-ban szerzett diplomát. Első fantasztikus elbeszélése 1951-ben jelent meg az Astounding hasábjain. Mintegy három tucat novellát és négy regényt írt, ezek közül egyet németre is lefordítottak (The Fury From Earth, 1963; német címe: Im Schatten der Venus, 1965). Egyik leggyakoribb témája a szabad ember és az autoriter államhatalom közti konfliktus volt. A Dawn (1981), az Ode to Joy (1991) és a Tenbrook of Mars (2008) a megjelenést követő év közönségszavazásának nyertese volt az Analog Science Fiction and Fact magazinnál. Magyarul egyetlen novellája jelent meg a Galaktika 20. számában 1976-ban Ígérj meg nekik mindent címen.

## Fordítás
- Ez a szócikk részben vagy egészben  a   Dean McLaughlin című német Wikipédia-szócikk ezen változatának fordításán alapul.  Az eredeti cikk szerkesztőit annak laptörténete sorolja fel. Ez a jelzés csupán a megfogalmazás eredetét és a szerzői jogokat jelzi, nem szolgál a cikkben szereplő információk forrásmegjelöléseként.